# Schönau an der Brend
Schönau an der Brend település Németországban, azon belül Bajorországban. Lakosainak száma 1190 fő (2023. december 31.).

## Népesség
A település népessége az elmúlt években az alábbi módon változott:
| Lakosok száma | 1258 | 783  | 1262 | 1260 | 1228 | 1237 | 1245 | 1232 | 1208 | 1190 |
|               | 1970 | 1975 | 2011 | 2012 | 2014 | 2015 | 2017 | 2019 | 2022 | 2023 |